# Serémange-Erzange
Serémange-Erzange (Duits: Schremingen-Ersingen ) is een gemeente in het Franse departement Moselle in de regio Grand Est. Serémange-Erzange telde op 1 januari 2022 4.188 inwoners.

## Geschiedenis
De gemeente werd in 1930 gevormd door de fusie van de toenmalige gemeenten Ersingen en Schremingen.
De gemeente maakte deel uit van het arrondissement Thionville-Ouest tot dit op 1 januari 2015 werd samengevoegd met het arrondissement Thionville-Est tot het arrondissement Thionville.

## Geografie
De oppervlakte van Serémange-Erzange bedroeg op 1 januari 2022 3,75 vierkante kilometer; de bevolkingsdichtheid was toen 1.116,8 inwoners per km².

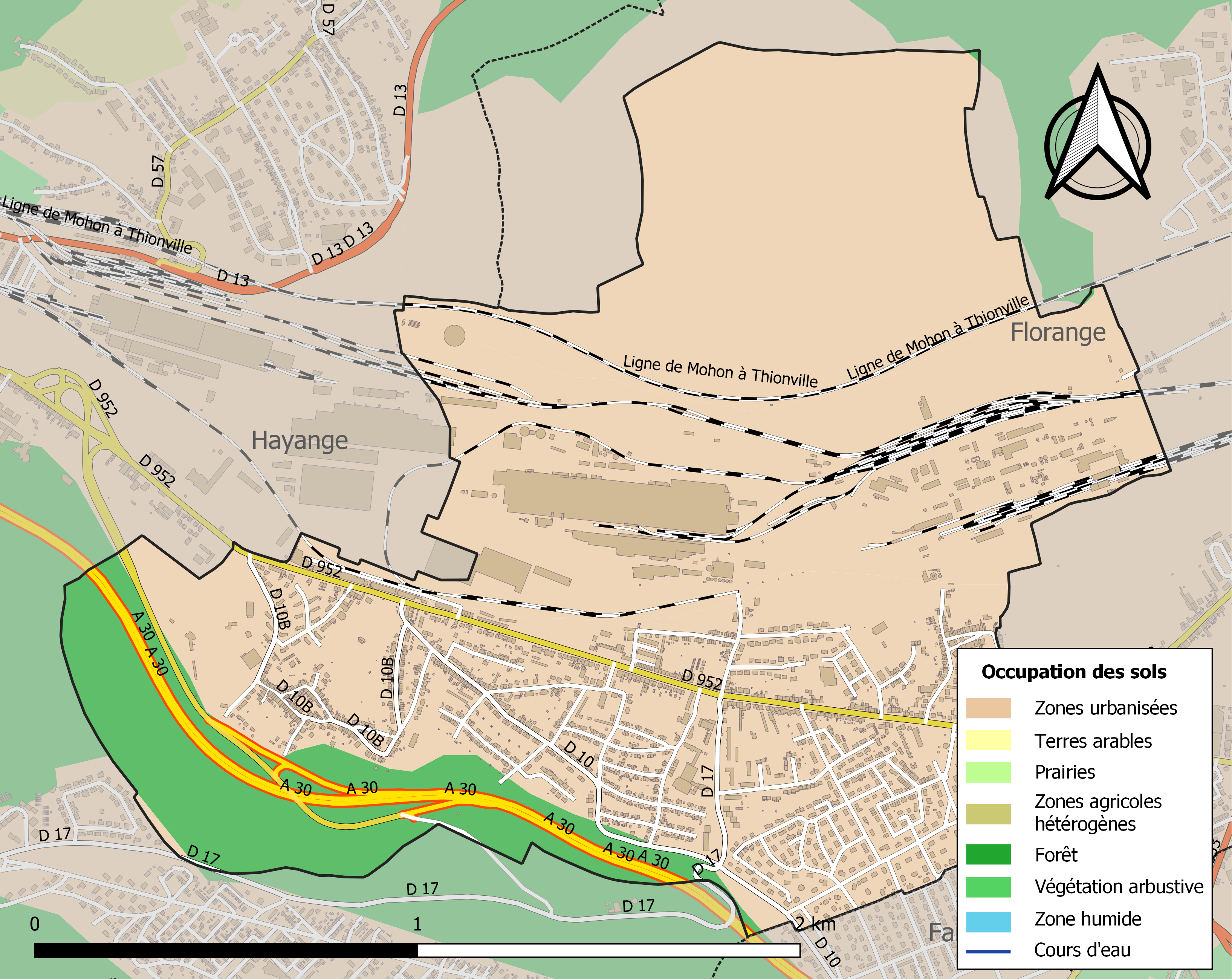
Kaart van de gemeente met de belangrijkste infrastructuur, bodemgebruik en omliggende gemeenten

## Demografie
Onderstaande figuur toont het verloop van het inwonertal (bron: INSEE-tellingen).